# Скворечник

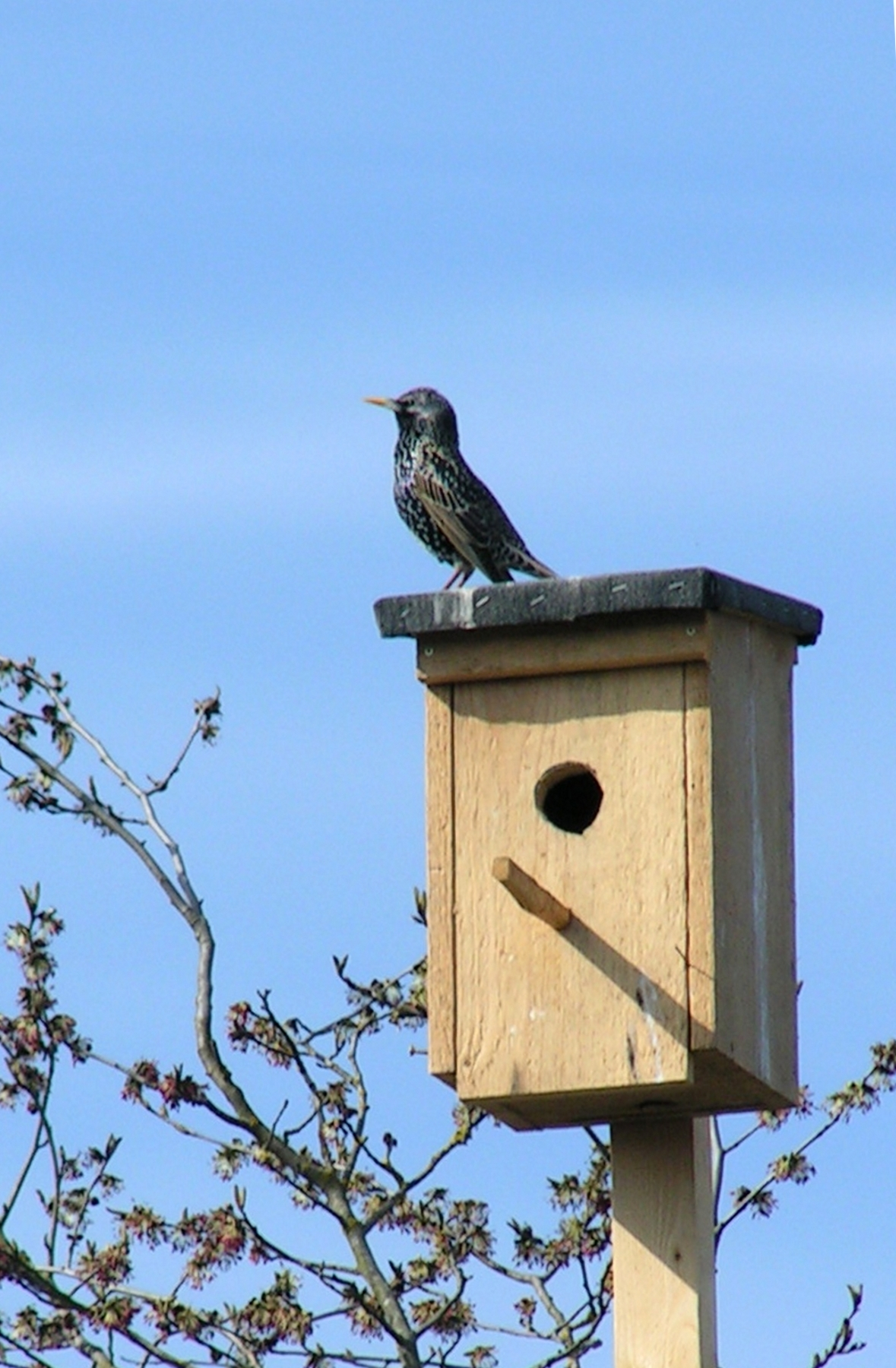
Типичный скворечник со скворцом

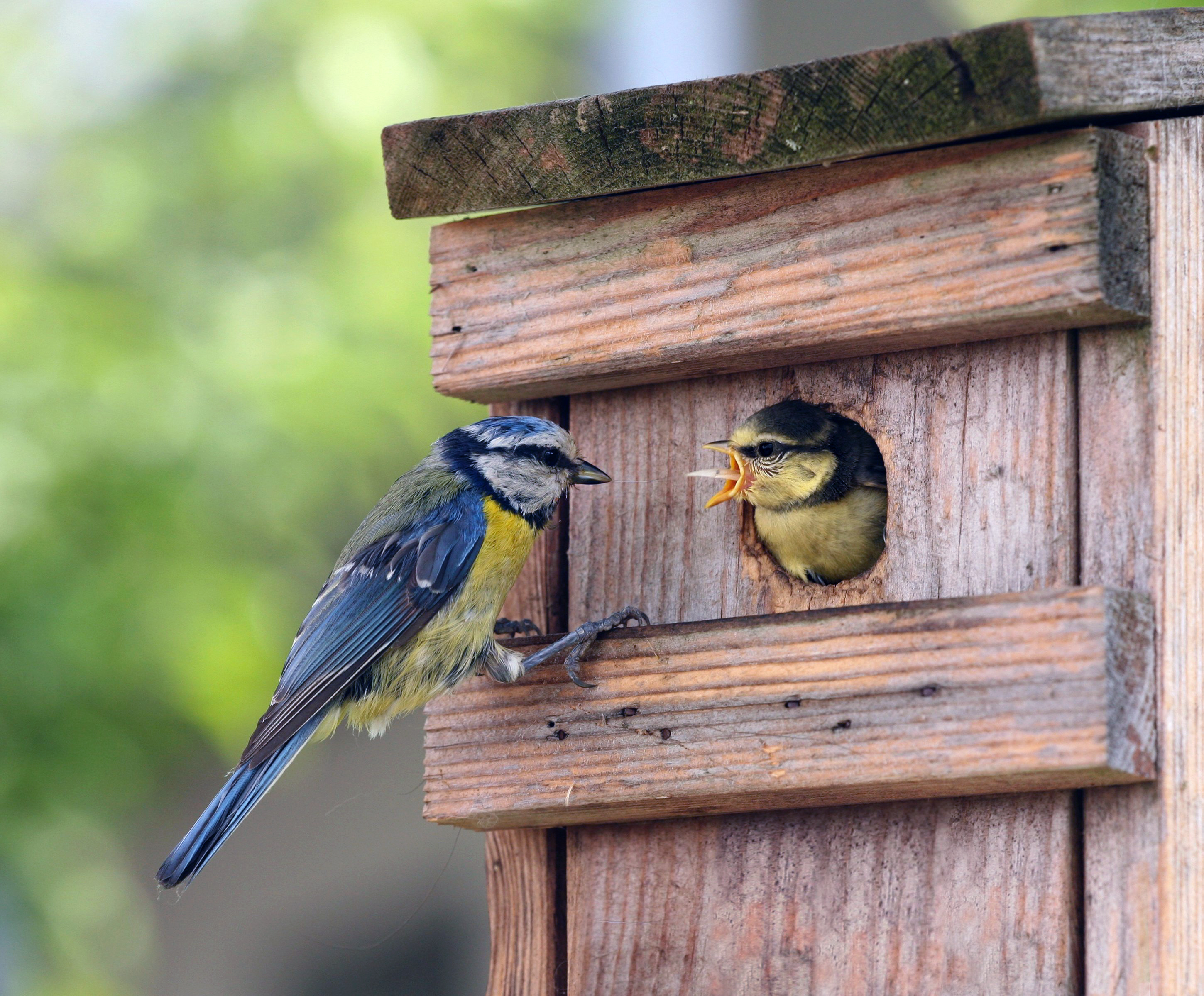
Обыкновенная лазоревка у синичника

Скворе́чник (сини́чник) — закрытое искусственное гнездовье для мелких птиц, преимущественно гнездящихся в дуплах.
Среди всех искусственных гнездовий скворечники и синичники наиболее популярны среди любителей. Такие гнездовья для мелких воробьинообразных птиц часто делаются любителями и располагаются в городской местности. Во времена СССР существовала практика привлечения школьников к изготовлению скворечников на уроках труда.

## Назначение
Скворечники и синичники могут устанавливаться с несколькими целями:
- Привлечение птиц для наблюдения за их гнездованием с исследовательскими целями или просто для удовольствия;
- Привлечение птиц с целью уничтожения сельскохозяйственных вредителей[1];
- Воспитание любви к природе и труду у детей.

## Конструкция и размещение

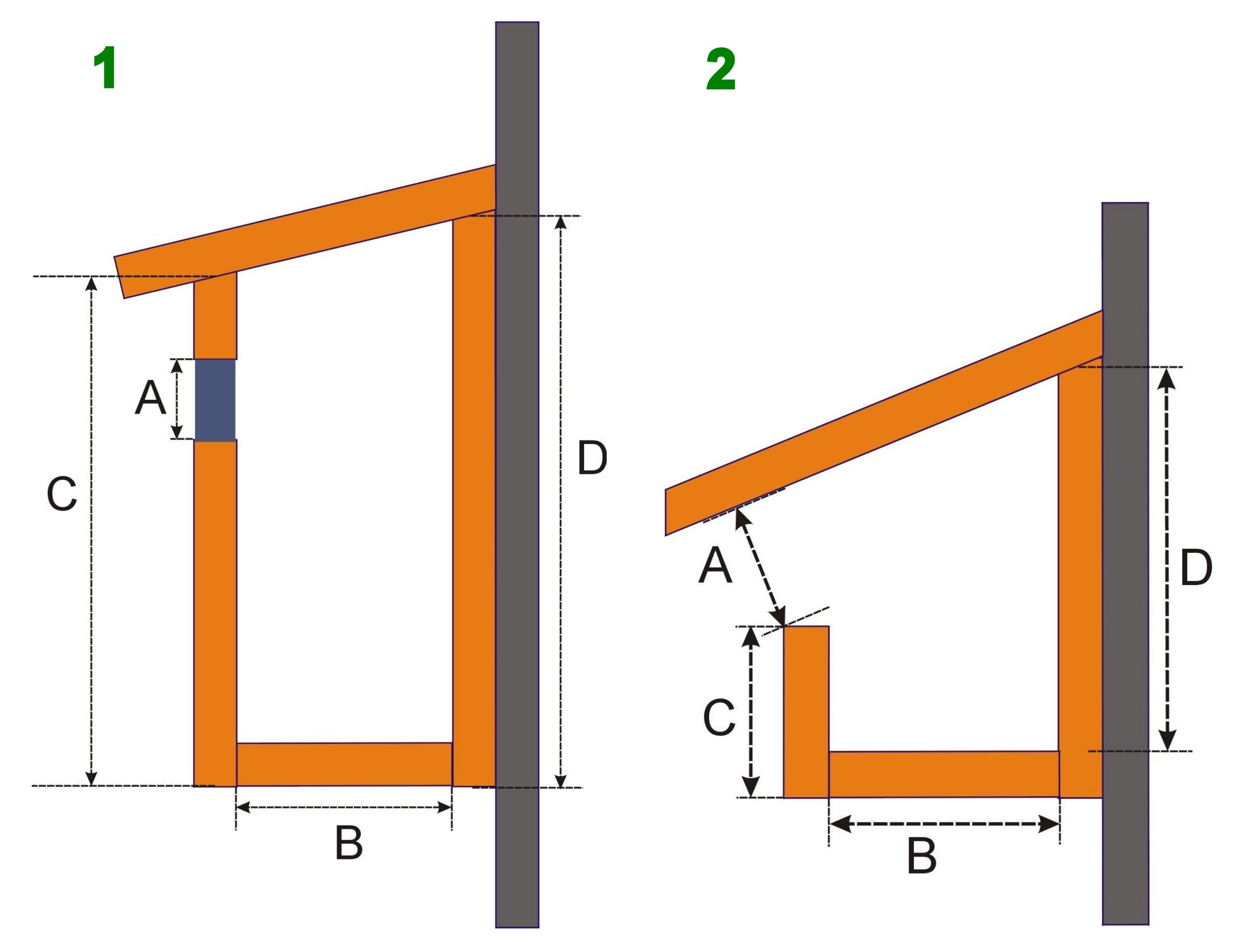
Скворечники и размеры И. Соколовского. 1 — классический (с круглым летком); 2 — открытое окно

Скворечник традиционно делается в виде деревянного домика с круглым или прямоугольным летком. Высота обычно составляет 30-40 см, длина и ширина дна около 10—15 см, диаметр летка — около 5 см. Крышку следует делать съёмной для того, чтобы можно было проверять гнездовье, а также чистить его в конце гнездового сезона — из гнездовья следует удалять гнездовой материал (скворцы, синицы и поползни могут сделать это сами, но некоторые другие птицы — нет). Внутренняя поверхность передней стенки скворечника не должна быть гладкой, иначе птенцы не смогут добраться до летка. Для этого внутреннюю поверхность оставляют неструганной, или делают на ней насечки. Размещается скворечник на дереве в лесу, парке, на балконе, стене или под крышей дома.

### Модификации
Кроме собственно скворечников существуют их модификации для различных птиц: для больших синиц, мухоловок, горихвосток, трясогузок и другие.

#### Синичник
Сини́чник отличается от скворечника в основном размерами. Характерные размеры синичника: дно более-менее квадратное, со сторонами 10—12 см, высота 25—30 см, диаметр летка — 30—35 мм. Его могут заселять мухоловки-пеструшки, горихвостки, воробьи. Размещается в общих чертах так же, как и скворечник.

#### Мухоловочник
Мухоло́вочник в отличие от синичника имеет меньшую глубину (сторона дна ок. 10 см, глубина 8—10 см, леток 3 см), так как мухоловки предпочитают более освещённые гнездовья. Его могут занять мухоловки-пеструшки, горихвостки.

#### Полудуплянка
Некоторые виды птиц (например, серая мухоловка) заселяют обычно не дупла, выдолбленные дятлами, а естественные пустоты (полудупла) в деревьях. Для таких видов подходит полудуплянка, которая делается также в виде ящика, но имеет прямоугольный леток шириной во всю полудуплянку и высотой близкой к половине высоты домика. Внутренние стороны гнездовья для полудуплянки и для серой мухоловки — 10-12 см.

#### Трясогузочник
Для некоторых птиц (например, для трясогузок), отличающихся тем, что они не обладают цепкостью лап и предпочитают ходить «пешком», возможна модификация домика, который лежит «на боку» и в котором имеется «трапик» перед входом шириной около 10 см. Размещается обычно под крышей дома или сарая на высоте 3—5 м.

#### Дуплянка

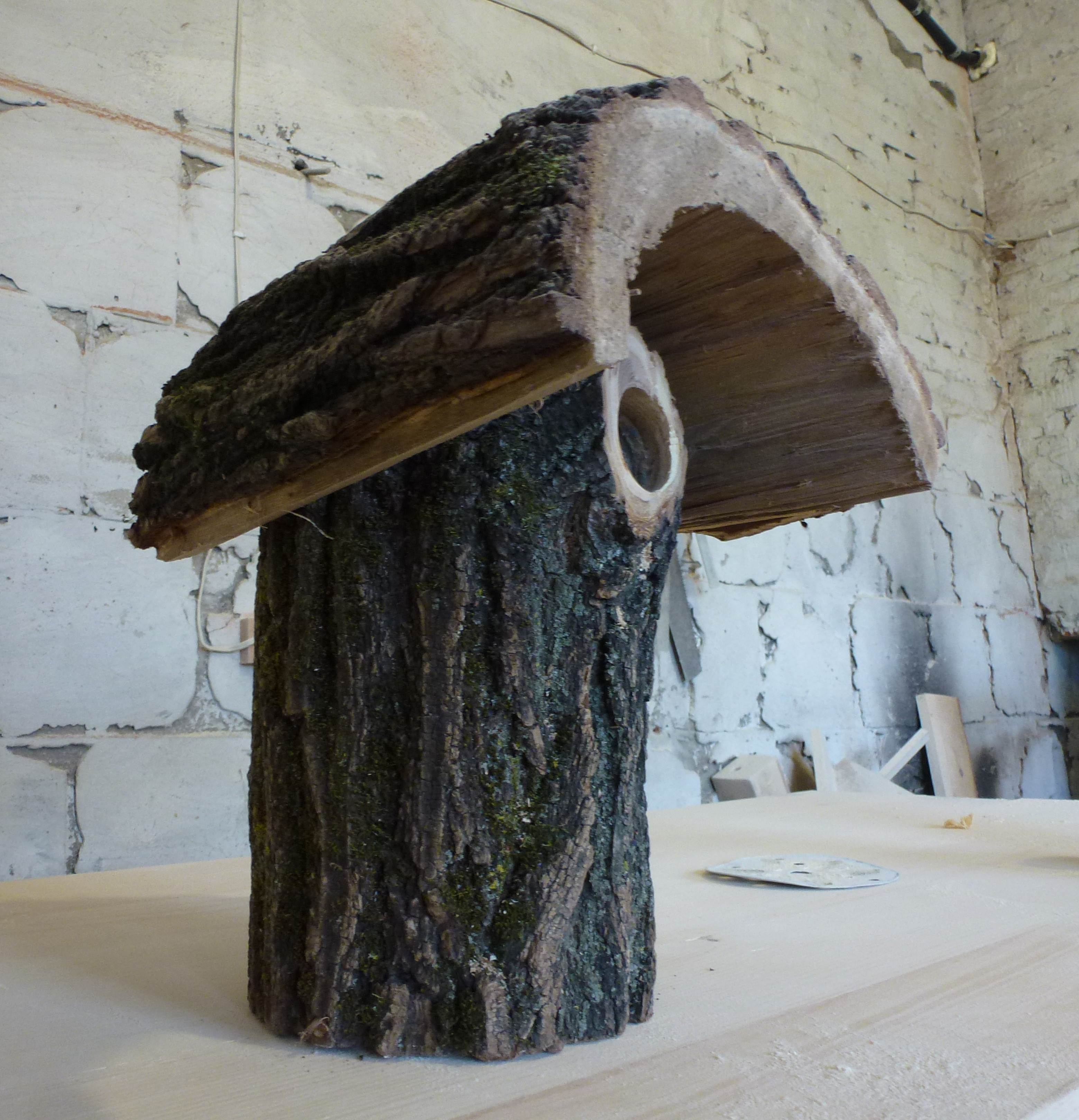
Дуплянка

Вариантом скворечника или синичника является также дупля́нка — гнездовье в виде куска древесного ствола с выбранной  серединой, закрытого сверху и снизу с летком для птиц в стенке.

#### Гнездовье для пищух
| Населяет                                 | A | B       | C  | D  | E  |
| ---------------------------------------- | - | ------- | -- | -- | -- |
| Обыкновенная пищуха, Короткопалая пищуха | 6 | 2,7—3,0 | 26 | 16 | 28 |
| Обыкновенная пищуха, Короткопалая пищуха | 6 | 2,7—3,0 | 22 | 32 | 18 |

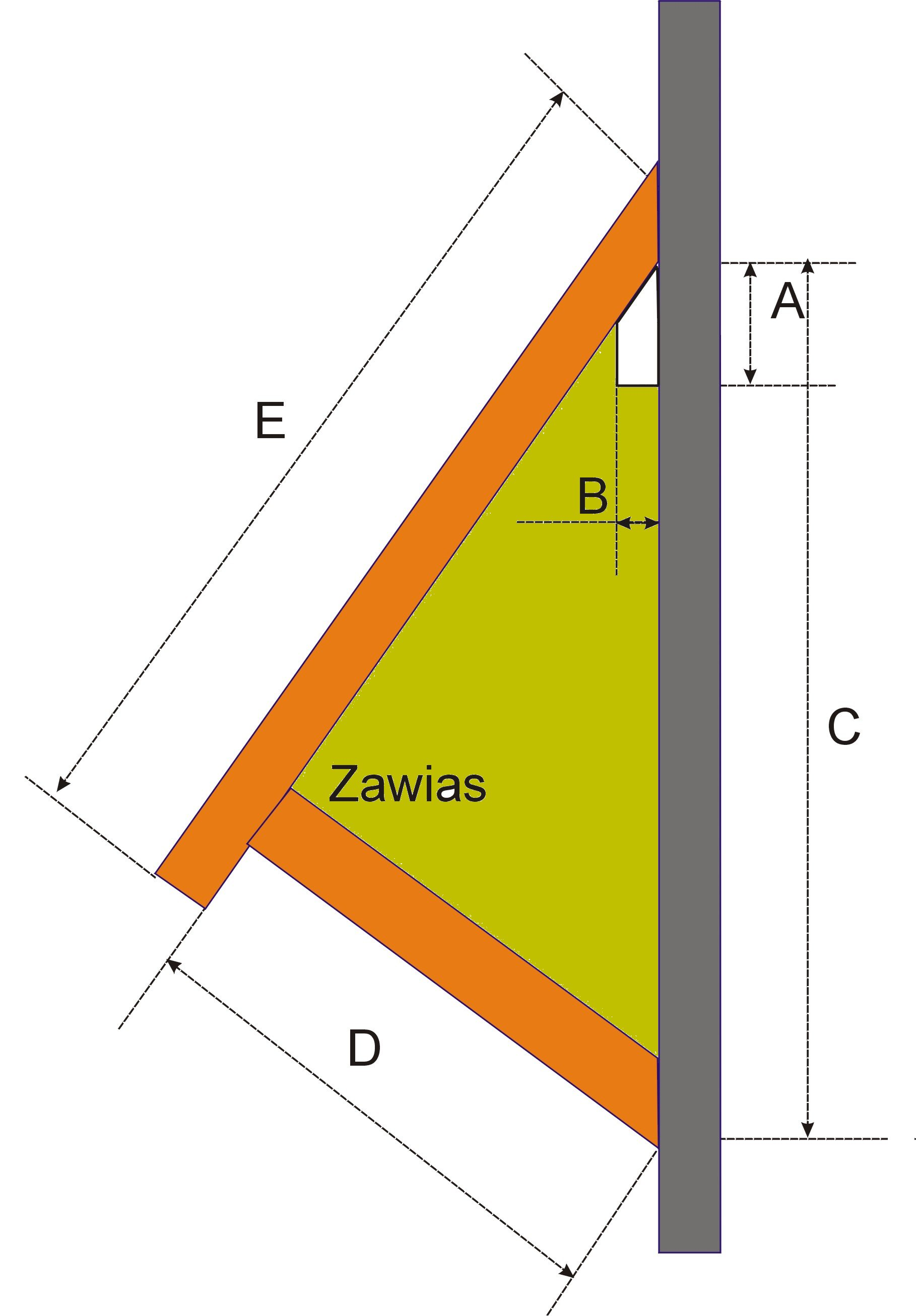
Искусственное жильё для пищух

Пищухи хорошо живут в классическом жилье, но они предпочитают жильё с двумя сквозными летками — справа и слева. Это позволяет пищухе, в случае нападения с одного летка, скрыться в другой. На рисунке показан вид сбоку домика. По фасаду размер должен быть от 14 до 20 см в ширину. Размещается на дереве на высоте около 1 м.

## Дизайнерские скворечники
Скворечники всё чаще становятся объектом интереса промышленных дизайнеров. Причём чаще всего речь идёт не об изменении условий проживания птиц, а, скорее, о внешнем виде, то есть усилия по улучшению изделия направлены в первую очередь на людей. Изменению подвергаются конструкция, раскраска и форма летка.

## Опасности для птиц в искусственных гнездовьях

### Кошки
Кошки нередко охотятся на птиц. Кошка может добраться до гнездовья и просунуть лапу в леток или ловить подросших птенцов, которые высовываются из летка, сидя на крыше гнездовья. Для защиты от кошек нужно, чтобы козырёк крышки выступал над летком не менее чем на 5—7 см. Тогда, сидя на крышке, кошка не дотянется лапой до летка. Помогают кошке добраться до гнезда и всякие присадные полочки и палочки под летком. Их не следует делать.

### Разорение дятлами
Скворечники во всех их модификациях могут разорять дятлы. Они раздалбливают леток с целью добыть птенцов (летом) или с целью использовать скворечник для ночлега (зимой). Такое поведение более характерно для европейских дятлов, однако встречается и в Сибири. По-видимому, имеет место «научение» дятлов от одного к другому, и этой «науке» обучаются всё более восточные дятлы. Поэтому скворечники и синичники необходимо защищать от дятлов. Это делается путём прибивания вокруг летка жестяного кольца (например, из крышки от консервной банки) или набивания вокруг летка множества гвоздиков. Можно также прибить к передней стенке скворечника планку толщиной около 2 см и шириной 4—5 см с горизонтальным расположением волокон с отверстием, совпадающим с летком. Дятел не может раздолбить древесину, если её волокна расположены горизонтально. Этим приспособлением достигается и другое: ход летка получается длинным, 4—5 см, и кошка или другой хищник не могут лапой достать до гнезда.

## Возможные обитатели (помимо птиц)

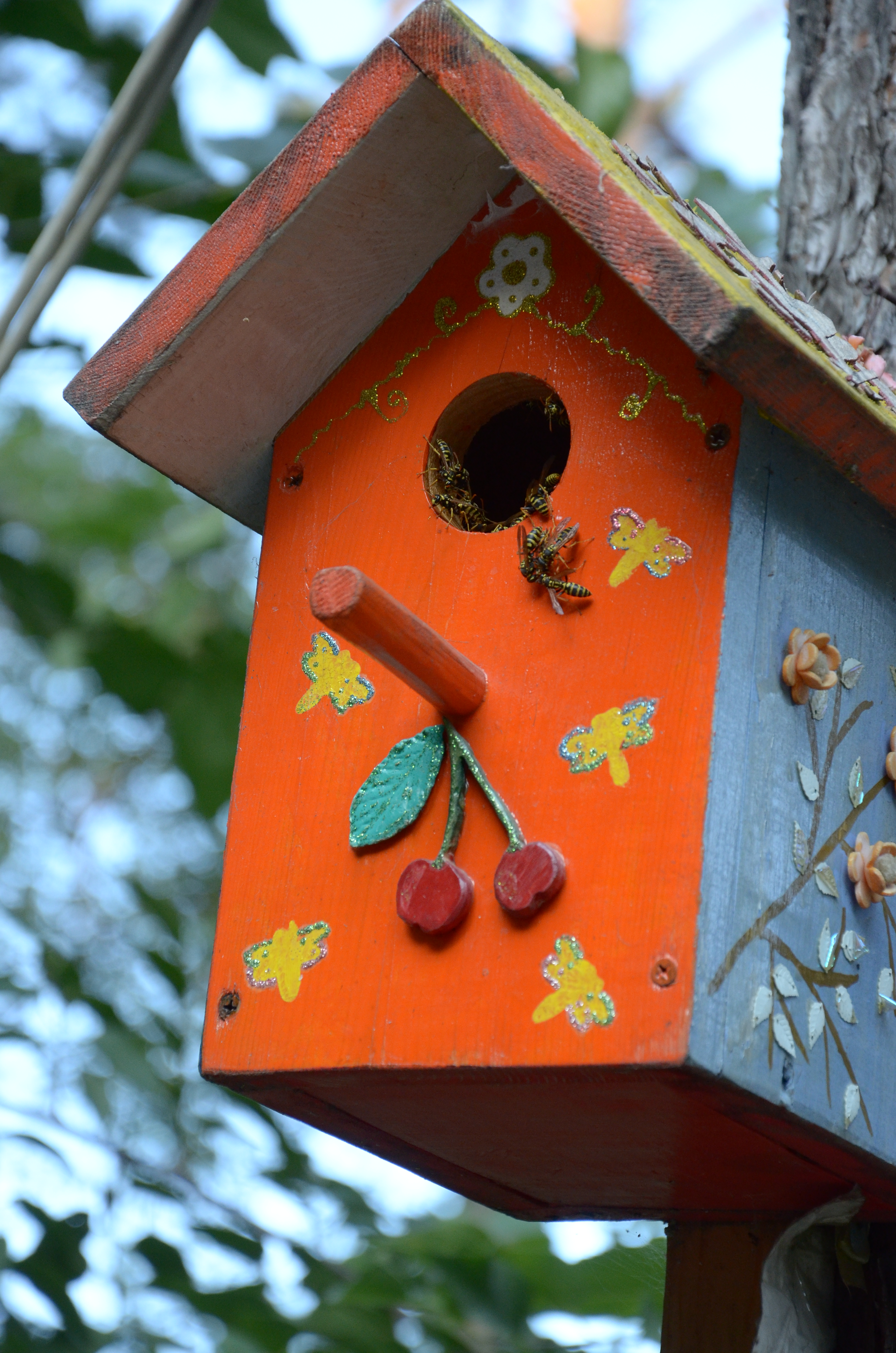
Скворечник с осами в сафари-парке Краснодара

- Осы;
- Шмели;
- Лесная соня;
- Летучие мыши[9].
- Белки (в полудуплянках).